# Biểu tình Thổ Nhĩ Kỳ 2025
Biểu tình tại Thổ Nhĩ Kỳ năm 2025 là một loạt các cuộc biểu tình quy mô lớn đang diễn ra trên toàn quốc, bắt đầu từ ngày 19 tháng 3 năm 2025. Nguyên nhân trực tiếp dẫn đến phong trào này là việc chính quyền Thổ Nhĩ Kỳ bắt giữ và khởi tố Thị trưởng Istanbul, ông Ekrem İmamoğlu. Nhiều người tham gia biểu tình cho rằng đây là hành động mang động cơ chính trị, do Tổng thống Recep Tayyip Erdoğan đứng sau, nhằm loại bỏ đối thủ chính trị chính của ông trong cuộc bầu cử tổng thống Thổ Nhĩ Kỳ năm 2028, khi Ekrem İmamoğlu là ứng cử viên hàng đầu của phe đối lập.
Các cuộc biểu tình nhận được sự ủng hộ mạnh mẽ từ Đảng Cộng hòa Nhân dân (CHP), cùng với nhiều đảng phái chính trị, tổ chức xã hội và hiệp hội nghề nghiệp khác. Hàng trăm nghìn người đã xuống đường tại hầu hết các thành phố lớn trên cả nước, đặc biệt là ở Istanbul, Ankara và İzmir. Địa điểm tập trung đông người biểu tình nhất là trụ sở của Chính quyền Đô thị Istanbul. Sinh viên đại học đóng vai trò nổi bật trong việc tổ chức và dẫn dắt các hoạt động biểu tình.